# Torrelameu
Torrelameu és un municipi de la comarca de la Noguera.

## Localització
El municipi de Torrelameu, d'una extensió de 10,94 km 2, és a la part meridional de la comarca, al límit amb el Segrià. El terme s'estén a l'interfluvi de la Noguera Ribagorçana, límit ponentí amb el municipi segrianenc Corbins, i el Segre, termenal de llevant amb Vilanova de la Barca (també del Segrià), poc abans de llur confluència, en territori pla, gairebé tot conreat en regadiu, que aprofita la séquia de Torrelameu, que deriva l'aigua de la Noguera Ribagorçana. Confronta, a més, a tramuntana, pel Pla del Maset, sobre la partida de la Gombalda, amb Albesa, i amb Menàrguens per sota del Pla de les Violes, ja dins aquest municipi. Altres partides són les de la Plana, la Carrerada, Algar i el Pla del Molí. Part del terme municipal és inclòs dins el PEIN de l'Aiguabarreig del Segre-Noguera Ribagorçana.
El terme comprèn únicament el poble de Torrelameu, cap de municipi. L'eix principal de comunicacions és la carretera C-12 entre Lleida i Balaguer, de la qual surt el trencall que porta al poble i que segueix cap a Corbins. El cap de municipi es comunica amb alguns pobles veïns per camins o pistes veïnals, com el que va a Albesa o el de Vilanova de la Barca.
La principal via de comunicació del terme municipal és la carretera C-12 entre Lleida i Balaguer

## Geografia
- Llista de topònims de Torrelameu (Orografia: muntanyes, serres, collades, indrets…; hidrografia: rius, fonts...; edificis: cases, masies, esglésies, etc.).

## Història
El 1093 Torrelameu és documentat com una heretat o almúnia sarraïna que pertanyia a Balaguer. Aquesta almúnia s'esmenta no gaire lluny de la de Menàrguens. Torrelameu caigué en mans del comte d'Urgell Ermengol VI vers el 1147 i aleshores fou integrat a la comanda templera de Corbins.
Cal afegir una dada molt important per a la història del lloc, sobretot aclaridora per al topònim: el 1264 el bisbe de Saragossa i l'abat de Poblet van haver de dirimir un contenciós sobre percepció de rendes entre els templers i el bisbe de Lleida. Entre altres coses, havien de fallar sobre els beneficis eclesiàstics que produïen les esglésies de Corbins i l'oratori de la Torre de la Mesó, del terme del castell de Corbins. Els mitjancers, l'any 1272, sentenciaren a favor dels templers: a partir d'aleshores tindrien el patronatge d'ambdues esglésies a condició que el capellà que hi posessin fos prèviament presentat al bisbe de Lleida. Aquesta Torre de la Mesó, escrit el segle xvii «Torra de la Meu», ha donat l'actual Torrelameu. Coromines (Onomasticon Cataloniae) explica el topònim a partir de la pèrdua de la s intervocàlica, fenomen normal en català. La forma Meó (Mesó), que apareix en altres topònims −la partida de la Meó, tocant a Balaguer, que també havia estat del Temple− es devia creuar, també segons Coromines, amb un antropònim àrab, Ahmet (la torre d'Hamet), cosa que permetria explicar el canvi maó>méu. És evident, doncs, que l'almúnia andalusina, en ser colonitzada pel Temple, va adoptar el nom del nou posseïdor, la Mesó del Temple, almenys en els documents.
L'any 1317, després que fos abolit l'orde del Temple, com tots els seus béns, Torrelameu passà a l'orde de l'Hospital de Sant Joan de Jerusalem, dins la mateixa comanda de Corbins, i amb ella formà part del patrimoni del gran prior de Catalunya quan es constituïren les quatre cambres priorals. Els hospitalers en detingueren la senyoria fins a la desamortització de Madoz, l'any 1855. El gran prior tenia la jurisdicció civil i criminal i els imperis sobre la vila, i cobrava delmes i primícies dels fruits que es collien al terme, els quals guardava en unes sitges, ja que no tenia casa. A més d'això, els pagesos de Torrelameu tenien l'obligació de moldre el blat, l'arròs i les olives als molins que el gran prior tenia a Corbins.
L'església parroquial, que era sufragània de la de Corbins des del senyoriu templer, va seguir essent-ne i, per tant, de patronatge i col·lació del gran prior. Tanmateix, aquesta condició no era acceptada de bon grat pels habitants de Torrelameu. En la visita prioral de 1659, s'explica que aleshores el poble mantenia un plet amb l'Orde per raó de l'església, car no volien reconèixer que eren sufraganis de Corbins. Això no obstant, el gran prior va fer fer la visita i aixecar inventari de tot allò que hi havia dins el temple i sagristia.
Després de la desmembració del comtat d'Urgell, Torrelameu fou inclòs dins la vegueria de Balaguer i, malgrat que el veguer de Lleida pretenia que el poble fos reintegrat a la seva vegueria, el veguer i el síndic de Balaguer obtingueren de Ferran el Catòlic, el 1503, la confirmació que pertanyia a Balaguer. Tanmateix, en virtut del decret de Nova Planta, Torrelameu i la mateixa ciutat de Balaguer foren incorporats al corregiment de Lleida. El 1836 fou inclòs en el partit judicial de Balaguer.

### Església parroquial de l'Assumpció
És un edifici molt modificat per diferents intervencions dels segles xvi i xviii. Té una sola nau, coberta de canó de maó de pla, amb llunetes i prominent cornisa, tot enguixat com s'estilava en el segle xviii. La capçalera, plana, seguint el mateix criteri, va coberta interiorment amb una gran petxina. Hi ha capelles laterals de mitjana altura entre els contraforts. El frontispici, la torre del campanar (ambdós de carreuada) i, en general, tota l'estructura de contraforts deuen ser del segle xvi.
La visita prioral de 1659 parla extensament de l'església. En primer terme esmenta l'altar major que, aleshores, estava sense el retaule; després assenyala que havia caigut un tram de la volta de la nau i també alguna capella lateral. Únicament, trobà en bon estat, tot i que també sense retaule, la capella del Roser. El deteriorament que presentava l'església en aquells anys havia estat causat per la guerra; per això en el segle següent van restaurar i ampliar l'edifici segons l'estil barroc. El document inclou també un inventari dels objectes de culte que es guardaven a la sagristia i afegeix que la gent del poble tenia obligació de fer obres a l'església, no pas el gran prior.

## Demografia
| 1497 f | 1515 f | 1553 f | 1717 | 1787 | 1857 | 1877 | 1887 | 1900 | 1910 |
| ------ | ------ | ------ | ---- | ---- | ---- | ---- | ---- | ---- | ---- |
| 26     | 27     | 32     | 77   | 352  | 608  | 564  | 558  | 579  | 640  |

| 1920 | 1930 | 1940 | 1950 | 1960 | 1970 | 1981 | 1990 | 1992 | 1994 |
| ---- | ---- | ---- | ---- | ---- | ---- | ---- | ---- | ---- | ---- |
| 736  | 729  | 614  | 666  | 644  | 639  | 611  | 600  | 609  | 609  |

| 1996 | 1998 | 2000 | 2002 | 2004 | 2006 | 2008 | 2010 | 2012 | 2014 |
| ---- | ---- | ---- | ---- | ---- | ---- | ---- | ---- | ---- | ---- |
| 585  | 577  | 578  | 601  | 583  | 628  | 651  | 690  | 723  | 709  |

| 2016 | 2018 | 2020 | 2022 | 2024 | 2026 | 2028 | 2030 | 2032 | 2034 |
| ---- | ---- | ---- | ---- | ---- | ---- | ---- | ---- | ---- | ---- |
| 703  | 742  | 735  | 765  | 766  | -    | -    | -    | -    | -    |

## Administracions
| Període   | Nom                                                                             | Partit            |
| --------- | ------------------------------------------------------------------------------- | ----------------- |
| 1979-1983 | Emili Canela Rosell                                                             | Independient      |
| 1983-1987 | Joan Rufat Cullerés                                                             | Independient      |
| 1987-1991 | Joan Rufat Cullerés                                                             | CiU               |
| 1991-1995 | Joan Rufat Cullerés                                                             | CiU               |
| 1995-1999 | Joan Rufat Cullerés                                                             | CiU               |
| 1999-2003 | Joan Rufat Cullerés                                                             | CiU               |
| 2003-2007 | Núria Trullols Mulet                                                            | CiU               |
| 2007-2011 | Núria Trullols Mulet (06/2007-12/2010) / Josep Folguera Naudí (01/2011-06/2011) | CiU / Independent |
| 2011-2015 | Núria Trullols Mulet                                                            | CiU               |
| 2015-2019 | Carles Comes i Marco                                                            | ERC               |
| 2019-2023 | Carles Comes i Marco                                                            | ERC               |
| 2023-     | Carles Comes i Marco                                                            | ERC               |